# Bataille de Marach
Ne doit pas être confondu avec Bataille de Marach (1920).
Guerres arabo-byzantines
Batailles
- Mu'tah (629)
- Ajnadayn (634)
- Damas (634)
- Fahl (635)
- Yarmouk (636)
- Jérusalem (636-637)

- Héliopolis (640)
- Nikiou (646)

- Sufétula (647)
- Tahouda (683)
- Mammès (688)
- Carthage (698)
- Oued Nini (698)

- 1re Constantinople (674-678)
- Sébastopolis (692)
- Tyane (~708)
- 2e Constantinople (717-718)
- Andrinople (718)
- Nicée (727)
- Akroinon (740)

- Kamacha (766)
- Invasion de l'Asie Mineure (782)
- Kopidnadon (788)
- Krasos (804)
- Invasion de l'Asie Mineure (806)
- Anzen (838)
- Amorium (838)
- Mauropotamos (844)
- Poson (863)
- Bathys Ryax (872 ou 878)

- Syracuse (877-878)
- Stelai ou 1re Milazzo (880)
- 2e Milazzo (888)
- Taormine (902)
- Garigliano (915)
- Détroit (965)
- Georges Maniakès en Sicile (1038-1040)

- Phœnix de Lycie (655)
- Keramaia (746)
- Conquête musulmane de la Crête (années 820)
- Damiette (853)
- Raguse (866-868)
- Kardia (~872-873)
- Golfe de Corinthe (~873)
- Céphalonie (880)
- Chalcis (~883)
- Thessalonique (904)

- Portes ciliciennes (878)
- Campagnes de Jean Kourkouas (926-944)
- Marach (953)
- Raban (958)
- Andrassos (960)
- Campagnes de Nicéphore II Phocas (956-969)
- Chandax (960-961)
- Alexandrette (971)
- Campagnes de Jean Tzimiskès (~950-975)
- Gués de l'Oronte (994)
- Alep (994-995)
- Apamée (998)
- Campagnes de Basile II (979-999)
- Azâz (1030)

La bataille de Marach se déroule en 953 près de la ville de Marach (aujourd'hui Kahramanmaraş) entre les forces de l'Empire byzantin conduites par le domestique des Scholes Bardas Phocas et l'émir hamdanide d'Alep Ali Sayf al-Dawla. Ce dernier est le plus grand adversaire des Byzantins sur leur frontière orientale au milieu du Xe siècle. Malgré leur infériorité numérique, les Arabes défont les Byzantins qui doivent fuir. Bardas Phocas lui-même échappe de peu à la capture grâce à l'intervention de ses gardes et souffre d'une sérieuse blessure au visage. Son plus jeune fils et gouverneur de Séleucie, Constantin Phocas, est fait prisonnier et détenu à Alep jusqu'à sa mort de maladie quelque temps plus tard. Cette débâcle combinée aux défaites de 954 et 955 conduisent à l'éviction de Bardas Phocas de son poste de domestique des Scholes et de son remplacement par son fils aîné, Nicéphore Phocas.

## Contexte
Dans la période entre 945 et 967, l'émir hamdanide d'Alep, Sayf al-Dawla est l'adversaire le plus coriace des Byzantins sur leur frontière orientale, en raison du fait qu'il contrôle la majorité des terres frontalières entre Byzantins et Arabes et de son engagement pour le Jihad. Sayf ad-Dawla a déjà lancé deux campagnes contre les Byzantins en 938 et 940 mais c'est après la création de son important domaine centré sur Alep en 945, qu'il commence à se confronter annuellement aux Byzantins. Malgré la supériorité numérique de ces derniers, l'émergence des Hamdanides entrave l'offensive byzantine qui a débuté au milieu des années 920 et ayant eu comme conséquences les chutes de Malatya (en 934), d'Arsamosate (en 940) et de Qaliqala en 949.
L'adversaire de Sayf ad-Dawla lors de sa première décennie de conflit avec les Byzantins est le domestique des Scholes (commandant en chef) Bardas Phocas, nommé à ce poste en 945. Cette nomination est un choix personnel de l'empereur Constantin VII qui a besoin d'un homme capable à ce poste très important,. En tant que soldat expérimenté, Phocas approche alors de la soixantaine et n'est pas le plus à même de remplir la mission qui lui a été confiée. Même les sources favorables aux Phocas indiquent que Bardas Phocas, bien qu'étant un général compétent sous la direction d'un autre, n'est pas capable de remplir avec efficacité le rôle de commandant en chef. De son côté, Sayf ad-Dawla apparaît sous les traits de l'archétype du chevalier arabe et du grand combattant (en grande partie du fait de l'influence de ses poètes de cour). Toutefois, il souffre du manque d'hommes et d'argent, de rébellions sur son territoire et de l'absence de soutien de la part du reste du monde musulman,.

## Campagne de 953
Au début de l'année 953, Sayf ad-Dawla lance peut-être l'une de ses plus mémorables campagnes. D'Alep, il marche en direction d'Harran et Duluk, traverse la chaîne de l'Antitaurus par la passe de Darb al-Qulla (aujourd'hui Erkenek) et se dirige vers le nord et le territoire byzantin. Il prend la forteresse d'Arqa avant de ravager les environs de Malatya. De là, il tente de franchir les montagnes et de revenir en Syrie. Toutefois, il trouve la passe devant lui bloquée par Constantin Phocas. Les Musulmans essaient de percer la position byzantine mais leurs attaques sont repoussées avec de lourdes pertes des deux côtés. Incapable de revenir en Syrie en passant par les montagnes, Sayf ad-Dawla se résout à contourner les forces byzantines tenant les passes. Il passe alors par le nord. Après avoir marché près de Malatya et ravagé la région une nouvelle fois, il traverse l'Euphrate dans la région de l'Anztitène qui subit aussi les raids de l'armée arabe. Cette dernière revient alors en territoire arabe en passant par la région de Diyar Bakr (ar). Là, Sayf ad-Dawla est informé que, dans le même temps, les Byzantins de Bardas Phocas ont envahi le nord de la Syrie et ont lancé des raids jusqu'à Antioche. Immédiatement, il dirige son armée vers le sud-ouest. Avançant rapidement, il traverse à nouveau l'Euphrate à Samosate et arrive de nouveau à Duluk où il apprend que les Byzantins sont déjà sur le chemin du retour.
Selon les récits de ses panégyristes, Sayf ad-Dawla n'est accompagné que de 600 cavaliers pour faire face à une armée byzantine bien plus grande. Les Arabes rencontrent les Byzantins à Gayhan près de Marash et obtiennent une grande victoire. Les détails de la bataille sont inconnus mais les Byzantins souffrent de lourdes pertes, dont celle du patrice Léon Maleïnos. Bardas Phocas lui-même est blessé et doit se cacher dans une cave pour échapper à la capture. Son fils Constantin est fait prisonnier ainsi que de nombreux dirigeants byzantins qui sont conduits à Alep. Sayf ad-Dawla récupère aussi le butin pris par les Byzantins et libère leurs prisonniers musulmans. Constantin est détenu captif à Alep pendant quelque temps avant de mourir de maladie, bien que certaines versions arabes ou byzantines indiquent qu'il a été empoisonné. En représailles, Bardas Phocas aurait ordonné l'exécution de nombreux prisonniers musulmans, dont des parents de Sayf ad-Dawla.

## Sources
- (en) Warren Treadgold, A History of Byzantine State and Society, Stanford (Calif.), Stanford University Press, 1997, 1019 p. (ISBN 0-8047-2630-2)
- (en) Hugh N. Kennedy, The Prophet and the Age of the Caliphates : The Islamic Near East from the 6th to the 11th Century (Second Edition), Harlow, Longman, 2004 (ISBN 978-0-582-40525-7)
- Alexandre A. Vassiliev, Byzance et les Arabes, Tome II, 1re partie : Les relations politiques de Byzance et des Arabes à L'époque de la dynastie macédonienne (867–959), Bruxelles, Éditions de l'Institut de Philologie et d'Histoire Orientales, 1968
- (en) Mark Whittow, The Making of Byzantium, 600-1025, University of California Press, 1996 (ISBN 978-0-520-20496-6)